# Peru (Kansas)
Peru é uma cidade localizada no estado americano de Kansas, no Condado de Chautauqua.

## Demografia
Segundo o censo americano de 2000, a sua população era de 183 habitantes.
Em 2006, foi estimada uma população de 166, um decréscimo de 17 (-9.3%).

## Geografia
De acordo com o United States Census Bureau tem uma área de
1,0 km², dos quais 1,0 km² cobertos por terra e 0,0 km² cobertos por água. Peru localiza-se a aproximadamente 239 m acima do nível do mar.

## Localidades na vizinhança
O diagrama seguinte representa as localidades num raio de 16 km ao redor de Peru.